# Новгородская судная грамота

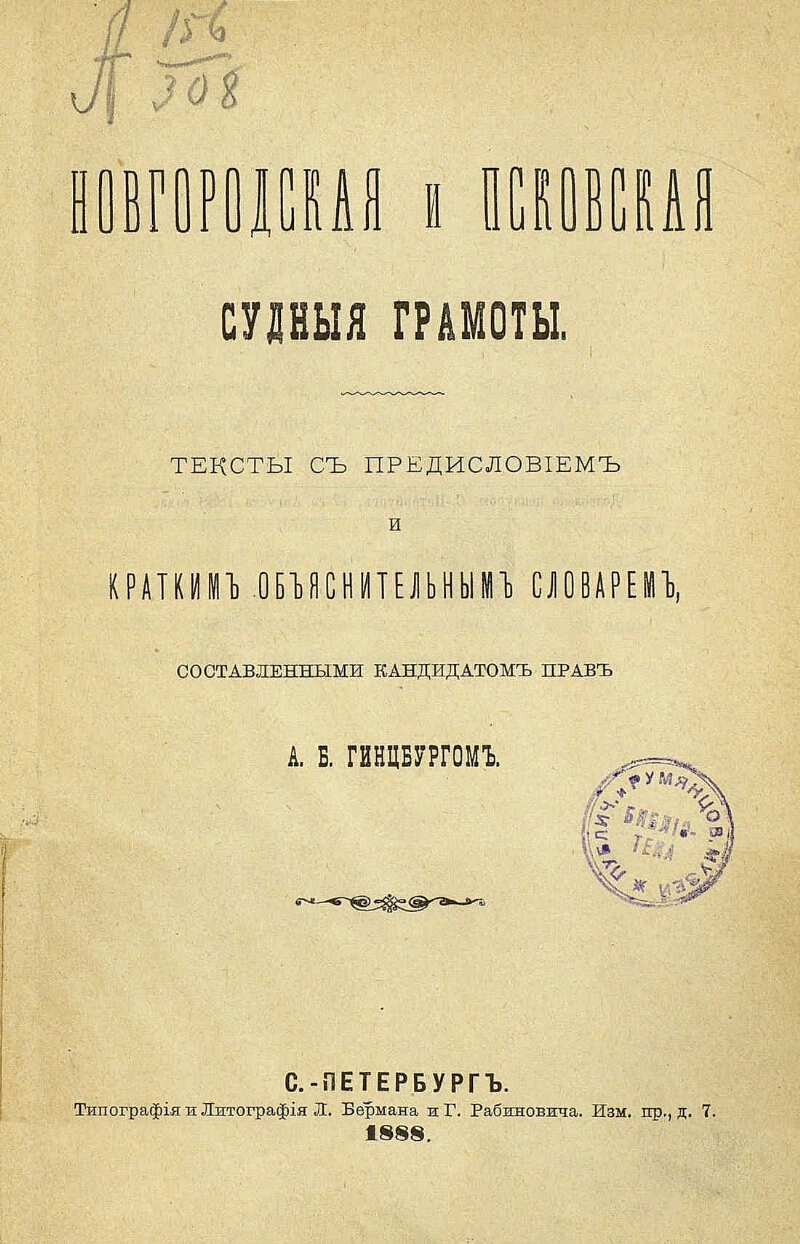
Новгородская и Псковская судные грамоты. Издание А. Б. Гинцбурга. 1888 год

Новгородская судная грамота — судебный кодекс Новгородской республики XV века, дошедший в редакции 1471 года в единственном списке (без окончания) в составе рукописного сборника середины 1470-х годов. Памятник русского права.

## Создание, структура
Новгородская судная грамота составлена в 1440 году и дополнена в 1471 году. Считается, что её первоначальный состав был определён на новгородском вече, во время войны новгородцев с великим князем Василием Васильевичем. Согласно И. Д. Беляеву грамота, будучи написанной на вече, была утверждена крестным целованием вскоре после яжелбицкого мира (1456), а по коростынскому договору (1471) великий князь Иван Васильевич велел переписать её на своё имя.
Юридические источники Новгородской судной грамоты — отдельные статьи Русской Правды и местное новгородское право более раннего происхождения.
Новгородская судная грамота посвящена судоустройству и судопроизводству в Великом Новгороде. М. Ф. Владимирский-Буданов выделил в ней 42 статьи. Грамота определяет:
- различные случаи суда,
- постановления:
  - об истце и его представителе,
  - об ответчике и его представителе,
  - о свидетелях,
  - о порядке суда,
  - о судебных сроках,
  - о судебных пошлинах, указывая также размеры судебных пошлин,
- компетенции:
  - суда архиепископа,
  - посадника,
  - тысяцкого,
  - великокняжеского наместника,
  - тиуна,

рассматривает различные судебные казусы и особенности земельных тяжб.
Новгородская судная грамота отразила интересы господствующего класса Новгорода (бояр, житьих людей и других его представителей), а также политику великого князя Ивана Васильевича по ограничению произвола новгородского боярства в пользу великокняжеской власти (например, 50-рублёвый штраф с боярина в случае клеветы на судей).
По характеру и значению Новгородская судная грамота схожа с Псковской судной грамотой и судебными порядками Северо-Восточной Руси, отличия заключаются в основном в порядке судопроизводства.
Новгородская судная грамота послужила одним из источников Белозерской уставной грамоты (1488) и Судебника (1497).

## Место хранения
В Рукописном отделе Российской национальной библиотеки имеется рукописный сборник 0-IV-№ 14, который уникален тем, что собранные в нём документы (за исключением Коростынского договора) дошли до нас только в этом сборнике, не сохранив ни оригиналов, ни других копий. В составе этого сборника — Новгородская судная грамота (л. 51-54 об.)

## Краткая характеристика судопроизводства вВеликом Новгороде
Судебными правами обладали все органы власти и управления: вече, посадник, тысяцкий, князь, боярский совет, архиепископ, сотский, староста. Судебными полномочиями наделялись купеческие и цеховые корпорации («братчины»). Судебными чинами были дьяки, приставы, «позовники», писцы, межники, подверники и т. д.
Структурно суд делился на управы. Суд созывался в Новгороде три раза в неделю: по понедельникам, средам и пятницам, а также организовывались выездные заседания по Новгородским городам. Дела в суде должны были решаться в определённый срок и регулярно докладываться архиепископу.
Суд был церковным или княжеским, на котором соответственно присутствовал архиепископ или князь. Суд был состязательным. Предварительно тяжущимся сторонам предлагалось нанять рассказчиков, которые пытались помирить истца и ответчика в досудебном порядке. Если примирение было достигнуто, выдавались судебные грамоты, которые обжалованию не подлежали и решение считалось окончательным. Если одна из сторон не согласилась на судебное примирение, созывался суд. Присутствовавший на суде приказчик «целовал крест» точно исполнять решение суда. Судебные издержки и пошлины оплачивала проигравшая сторона, которая могла обжаловать это решение в церковном суде. В качестве пережитка существовал и обычай судебного поединка («поле»).
Князь не мог вершить суд без посадника, последний же осуществлял суд вместе с княжеским наместником, которому предоставлялось право пересмотра дела. Судебное сотрудничество посадника и наместника выражалось в деятельности их уполномоченных — тиунов: последние, каждый в отдельности в присутствии представителей спорящих сторон (приставов) рассматривали дело, но не решали его окончательно.
После этого дело переносилось в высшую инстанцию для доклада (окончательного решения) или на пересуд (для пересмотра). В суде высшей инстанции заседали наместник и посадник с 10 присяжными (из бояр и житьих людей). Эти присяжные составляли постоянно действующую судебную коллегию докладчиков, регулярно собиравшуюся во дворе архиепископского дома.
Споры церковного человека с мирянином разбирал городской судья вместе с наместником архиепископа. Княжеские люди судились городским и княжеским боярами на территории резиденции князя (городища), пересуд по этим делам осуществлял сам князь в присутствии посадника. На тысяцкого возлагалось руководство торговым судом и разбор дел полицейского характера (нарушение общественного порядка, мер и весов и т. п.), при участии посадника он разбирал споры новгородских и иноземных купцов.
Споры купцов, ремесленников рассматривали кооперативные общественные суды — суды старост и братчины.